# Sikreno

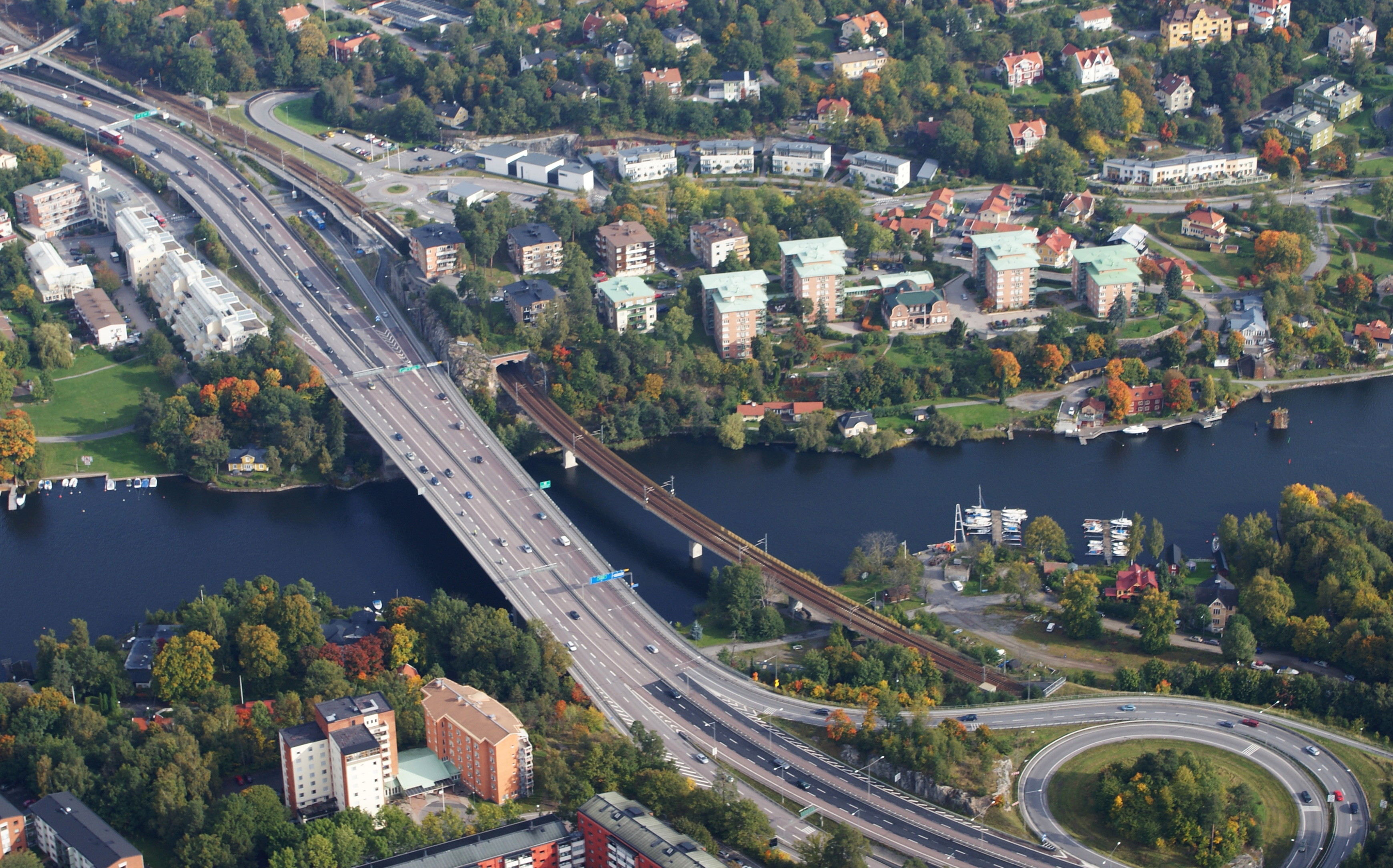
Sikrenoområdet i Stocksund, öster om Stocksundsbron.

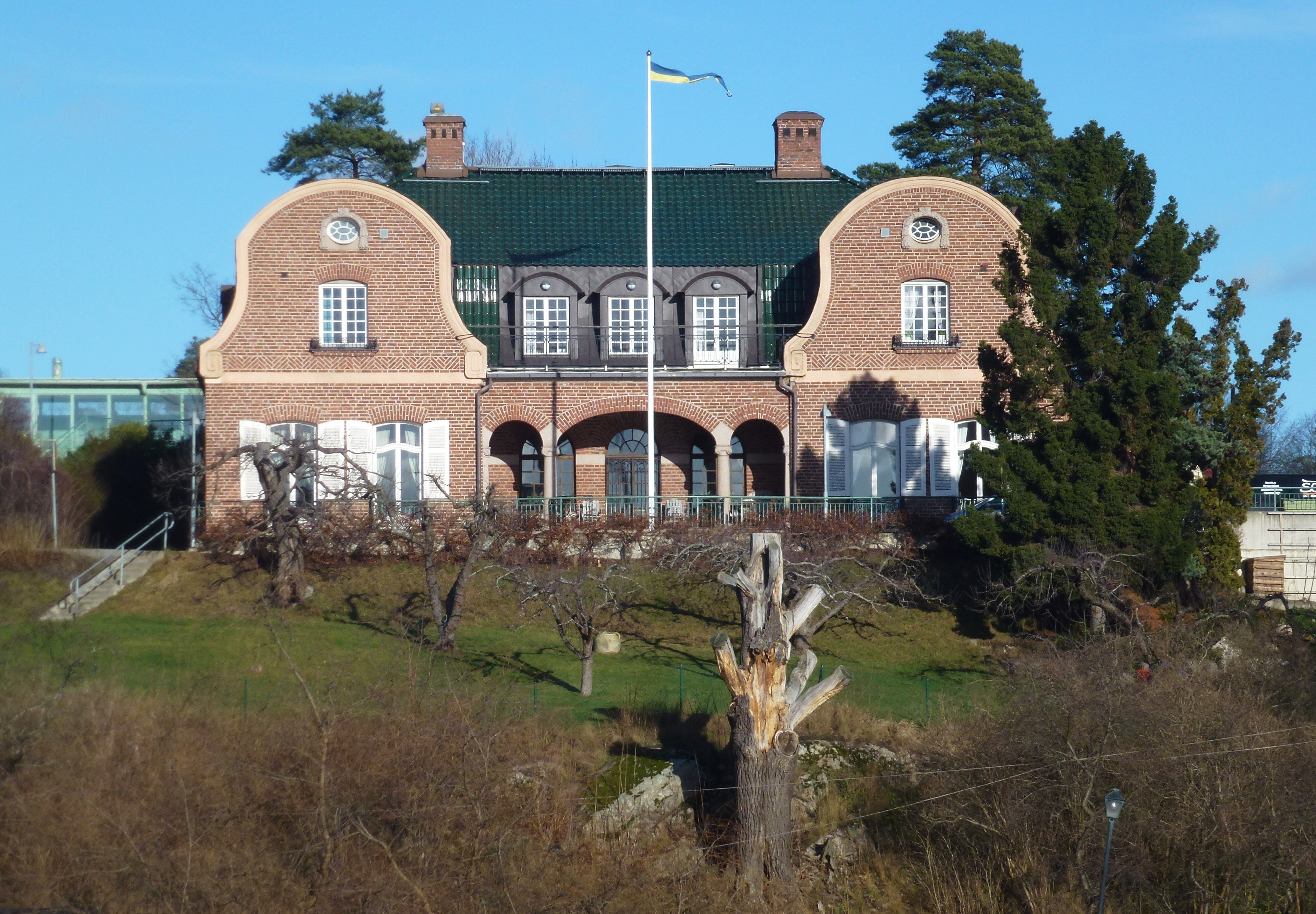
Villa Stocksberg även kallad Munterska villan.

Sikreno är ett område invid Stocksundet i Danderyds kommun, Stockholms län. Det tillhör kommundelen Stocksund och avgränsas i väster av Roslagsvägen, E18, och i öster av Stocksunds gamla stationsområde. Genom Sikrenoberget i områdets västra del går Roslagsbanan i tunnel. Området är enligt Danderyds kommun av stort kommunikationshistoriskt intresse med lämningar efter äldre väg- och järnvägsbroar samt krog och värdshusbyggnader (se Stocksunds värdshus).
Namnet bär ingen släktskap med de italienskklingande namnen Frescati och Albano i grannskapet utan lär enligt en obekräftad teori vara ett anagram baserat på namnet Erikson. Namnet förekommer i skriftliga källor för första gången år 1829, då ett protokoll från Svea hovrätt berättar att änkefru Wilhelmina Wirsén d ä säljer skogvaktarbostället Stocksberg, eller "Sikreno", till kapten Axel Wilhelm Schmidt. Två år senare avsöndrades området från Stockby gård. År 1851 såldes Sikreno, tillsammans med grannområdet Inverness, till greve Axel Emil Wirsén, som ägde Djursholmsgodset. År 1863 såldes Sikreno igen, till grosshandlare Carl Fredrik Weber. Efter Weber ärvdes Sikreno av John Klingspor som 1915 lät uppföra Villa Stocksberg efter ritningar av arkitekten Thor Thorén. Villan är k-märkt och numera ett centrum för seniorboende.
Under slutet av 1930-talet gjordes en utredning om det var möjligt att inkorporera Sikrenoområdet och Inverness i Stocksunds köping, som såg det som möjligt att använda marken för bostadsexpansion. Den 1 januari 1942 överfördes de båda områdena från dåvarande Danderyds kommun till Stocksunds köping.